# Govindnaikandoddi, Sindhnur
Govindnaikandoddi là một làng thuộc tehsil Sindhnur, huyện Raichur, bang Karnataka, Ấn Độ.